# Anaxagorea allenii
Anaxagorea allenii är en kirimojaväxtart som beskrevs av Robert Elias Fries. Anaxagorea allenii ingår i släktet Anaxagorea och familjen kirimojaväxter. Inga underarter finns listade i Catalogue of Life.